# Wirtschaftschemie
Wirtschaftschemie ist ein Studienfach mit den kombinierten Ausbildungszielen Betriebswirtschaft (BWL) und Chemie, das die Belegung von Studienmodulen in beiden Fächern beinhaltet. Wirtschaftschemie wird derzeit als Bachelor- und/oder Masterstudiengang an sieben deutschen Universitäten (Düsseldorf, Kaiserslautern, Ulm, Kiel, Münster, Regensburg, Clausthal), einer schweizerischen Universität (Zürich) sowie einer deutschen Fachhochschule (Idstein) angeboten. Es ist seit Ende der 1990er Jahre die Antwort der Lehre auf Anforderungen der chemischen Industrie nach naturwissenschaftlich qualifizierten Mitarbeitern, die zugleich fundierte Kenntnisse in BWL aufweisen. In der Praxis ist die Integration von chemischem Fachwissen und Management-Know-how von Bedeutung, sei es in Forschung und Entwicklung, Marketing und Vertrieb, Controlling oder Nachhaltigkeitsmanagement.

## Studiengänge
Die Studienangebote an den Universitäten umfassen klassische 6-semestrige Bachelorstudiengänge mit 180 ECTS-Punkten mit konsekutiven 4-semestrigen Masterstudiengängen mit 120 ECTS-Punkten (Kaiserslautern, Ulm, Regensburg, Clausthal), 7-semestrige Bachelorstudiengänge mit 210 ECTS-Punkten mit 3-semestrigen konsekutiven Masterstudiengängen, in denen 90 ECTS-Punkte zu erbringen sind (Düsseldorf, Kiel), sowie ausschließlich Masterstudiengänge (Münster). Studiengänge der Wirtschaftschemie können nach dem "Bändermodell" gestaltet sein, in dem sowohl im Bachelor- als auch im Masterstudiengang Wirtschaftswissenschaften und Chemie parallel gelehrt und miteinander verknüpft werden (Düsseldorf, Kaiserslautern, Ulm, Kiel, Regensburg, Clausthal). Davon grenzen sich Studiengänge nach dem "konsekutiven Modell" ab, in denen sich nach einem abgeschlossenen Bachelorstudiengang Chemie (evtl. mit Schwerpunkt Wirtschaftswissenschaften) ein Masterstudiengang in Wirtschaftschemie anschließen kann (Kaiserslautern, Münster). Das Studium der Wirtschaftschemie ist lokal zulassungsbeschränkt, an manchen Hochschulen gibt es temporär einen örtlichen Numerus clausus.

### Heinrich-Heine-Universität Düsseldorf
Wirtschaftschemie wird an der Heinrich-Heine-Universität Düsseldorf seit 1998 angeboten. Studiengang und Lehrangebote werden gemeinsam von der Mathematisch-Naturwissenschaftlichen und der Wirtschaftswissenschaftlichen Fakultät festgelegt mit dem Ziel der Integration betriebswirtschaftlicher und chemischer Inhalte über die gesamte Studiendauer. Die Lehre beider Fächer erfolgt parallel und nahezu gleichgewichtig vom ersten Semester an. Bei der Abschlussarbeit können Studierende zwischen chemischen und wirtschaftswissenschaftlichen Themen wählen, oder beide Aspekte kombinieren. Der Grad des Bachelor of Science kann nach sieben, der Master of Science nach weiteren drei Semestern erreicht werden. Eine Promotion ist sowohl mit dem Abschluss Dr. rer. nat. in der Chemie als auch zum Dr. rer. pol. in der Wirtschaftswissenschaft möglich.
Neben dem akademischen Curriculum werden auch Möglichkeiten der praktischen Anwendung und beruflichen Vernetzung angeboten. So ermöglicht u. a. der Verein „Gemeinschaft Düsseldorfer Wirtschaftschemiker“ (GDW) den Studierenden, bereits während ihres Studiums Kontakte zu Unternehmen aufzubauen und organisiert regelmäßig Veranstaltungen bei Firmen, die potenzielle Arbeitgeber darstellen können. Darüber hinaus gibt es ein umfangreiches Alumni-Netzwerk, das ehemalige Studierende und Studierende des Studiengangs miteinander verbindet.

### Rheinland-Pfälzische Technische Universität Kaiserslautern-Landau (in Kaiserslautern)
Wirtschaftschemie wird an der RPTU am Standort Kaiserslautern (ehemals TU Kaiserslautern) seit 1998 angeboten. Das Konzept ist dem der Uni Düsseldorf ähnlich. Hier wird der Studiengang Wirtschaftsingenieurwesen Studienrichtung Chemie angeboten. Es erfolgt ebenfalls eine parallele chemische und kaufmännische Ausbildung über die gesamte Studiendauer. Der Bachelor kann nach sechs Semestern erlangt werden, der Master nach weiteren vier Semestern. An der TU Kaiserslautern wird außerdem ein sechssemestriger Bachelorstudiengang Chemie mit Schwerpunkt Wirtschaftswissenschaften angeboten. Der Fokus bei der Grundlagenvermittlung liegt überwiegend auf der Chemie und zu 20 Prozent auf den Wirtschaftswissenschaften. Darauf baut ein viersemestriger Masterstudiengang in Wirtschaftschemie auf, der den Studierenden ermöglicht, ihr Lehrveranstaltungsprofil individuell im Hinblick auf ihre Abschlussarbeit in der Chemie oder in den Wirtschaftswissenschaften zu gestalten.

### Universität Ulm
Wirtschaftschemie wird an der Universität Ulm seit 1999 angeboten. Das Studium sieht eine parallele Ausbildung in Chemie sowie in Wirtschaftswissenschaften vor, wobei im Bachelorstudiengang der chemische Studienanteil überwiegt. Neben grundständigen Pflichtmodulen in beiden Fachgebieten haben Studierende drei Wahlmöglichkeiten. Die erste Wahlmöglichkeit besteht in einem Schwerpunkt "Chemiewirtschaft" an der Schnittstelle zwischen Natur- und Betriebswirtschaft. Möglich wird diese fachspezifische Schwerpunktsetzung durch die seit 2016 am Institut für Theoretische Chemie der Universität Ulm angesiedelte Professur für Wirtschaftschemie. Die zweite Wahlmöglichkeit besteht in einem Mix aus Lehrveranstaltungen der Chemie und Wirtschaftswissenschaften. Die dritte Wahlmöglichkeit stellt Lehrveranstaltungen der Chemie in den Vordergrund. Eine Zulassung in den Masterstudiengang Chemie kann mit der zweiten und dritten Wahlmöglichkeit erfolgen, die erste Wahlmöglichkeit lässt dagegen ausschließlich den Übergang in den konsekutiven Masterstudiengang Wirtschaftschemie zu. Umgekehrt ist mit einem Bachelorabschluss in Chemie ein direkter Übergang in den Master Wirtschaftschemie nicht möglich. Im Masterstudiengang Wirtschaftschemie ist neben Modulen in Chemie und Wirtschaftswissenschaften ein verpflichtender Studienanteil an fortgeschrittenen, spezifischen Lehrveranstaltungen in Wirtschaftschemie vorgesehen. Im chemischen Studienanteil sind neben den klassischen Fachrichtungen der Chemie auch Lehrveranstaltungen aus dem Gebiet des Chemieingenieurwesens zulässig. Darüber hinaus wird ein forschungsorientiertes Praktikum an der Universität sowie ein externes Berufsfeldpraktikum in der Industrie im Umfang von drei Monaten absolviert. Die Abschlussarbeiten des Bachelor- und Masterstudiengangs sind wahlweise in Chemie, Wirtschaftswissenschaften oder Wirtschaftschemie möglich, weiterhin kann die Masterarbeit nach Vereinbarung auch extern in der Industrie angefertigt werden.

### Christian-Albrechts-Universität zu Kiel
Wirtschaftschemie wird an der Christian-Albrechts-Universität zu Kiel seit 2000 angeboten. Zunächst als Diplom-Studiengang konzipiert, wird heute ein äquivalenter Bachelor-Studiengang von sieben Semestern Dauer sowie ein Master-Studiengang von drei Semestern angeboten.

### Universität Münster

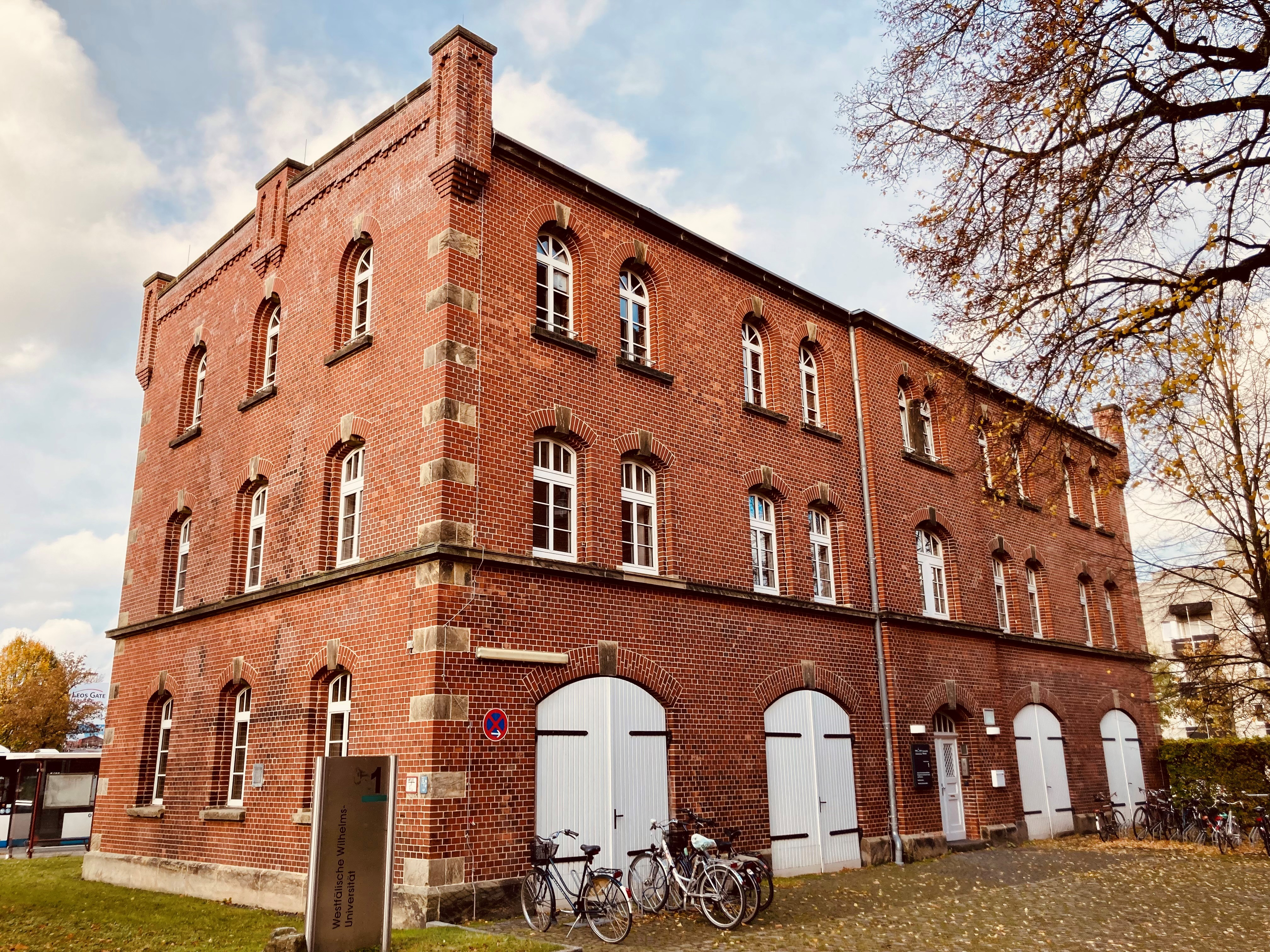
Wirtschaftschemie-Institut der Universität Münster mit Sitz am Leonardo-Campus.

Wirtschaftschemie wird an der Universität Münster seit 2001 angeboten. Die Universität Münster ist die einzige Hochschule in Deutschland mit einem eigenen Institut für Wirtschaftschemie, das organisatorisch zum dortigen Fachbereich Chemie und Pharmazie gehört und gleichzeitig auch an die Wirtschaftswissenschaftliche Fakultät angebunden ist.
Angeboten wird seit 2010 ausschließlich ein viersemestriger Masterstudiengang Wirtschaftschemie, der den bisherigen Diplomstudiengang abgelöst hat. Voraussetzung für den Zugang zum Masterstudiengang Wirtschaftschemie an der Universität Münster ist die Absolvierung eines Studiums mit mindestens 90 Credits in Chemie (z. B. Bachelor Chemie, Bachelor Wirtschaftschemie).
Der Masterstudiengang Wirtschaftschemie an der Universität Münster dauert vier Semester. In den ersten beiden Fachsemestern wird in sechs wirtschaftswissenschaftlichen Pflichtmodulen elementares Wissen aus dem Bereich der Betriebswirtschaftslehre vermittelt. Spezielle Veranstaltungen ausschließlich für Wirtschaftschemiker sind dabei Teil dieser Module. Im dritten Fachsemester besuchen die Studierenden Wahlpflichtmodule aus dem Masterstudiengang Chemie. Im vierten Fachsemester folgt die Masterarbeit, die als Praxisarbeit in Kooperation mit Unternehmen der Chemieindustrie konzipiert oder als theoretische Arbeit am Institut für Wirtschaftschemie verfasst werden kann.
Das Wirtschaftschemie-Studium am Standort Münster wird durch Praxisvorträge, wie zum Beispiel von Patentanwälten, Unternehmensberatungen und Start-ups abgerundet. Studierende haben außerdem die Möglichkeit in Forschungsprojekten mit Unternehmen zu kooperieren. Beispielsweise haben 2023/24 Wirtschaftschemie-Studierende aus Münster ein Forschungsprojekt zu Batterietechnologien zusammen mit der Beratung EY-Parthenon durchgeführt. Auch sind Studentische Hilfskräfte in Münster in die Forschung am Institut für Wirtschaftschemie eingebunden und unterstützen beispielsweise bei der Publikation der Fachzeitschrift Journal of Business Chemistry.
Am Wirtschaftschemie-Standort Münster gibt es seit 2006 mit der Vereinigung der Wirtschaftschemiker der Universität Münster e. V. (WUM) einen von Wirtschaftschemie-Studierenden getragenen Verein, der sich für die Vernetzung zwischen Studierenden, Alumni und Praxispartnern einsetzt. Der Verein organisiert alle zwei Jahre das Forum der Wirtschaftschemie, welches sich unter Einbezug von Gastrednern aus Industrie und Wissenschaft aktuellen Themen in der Chemieindustrie widmet. Im Jahr 2023 fand das 9. Forum der Wirtschaftschemie in Münster zum Thema "Grünes Europa: Nachhaltigkeit, Regulierungen und Innovationen" statt.
Zahlreiche Wirtschaftschemie-Studierende der Universität Münster haben für ihre Abschlussarbeiten Preise erhalten. Im Jahr 2021 wurde beispielsweise der von einer Münsteraner Unternehmensberatung gesponserte Studienpreis Wirtschaftschemie für Arbeiten in den Bereichen Zell-Eiweiße, 3D-Druck und Risikokapital vergeben. Der mit 1.000 Euro dotierte Studienpreis der Vereinigung für Chemie und Wirtschaft in der Gesellschaft Deutscher Chemiker (GDCh) wurde zuletzt 2023 an einen Münsteraner Wirtschaftschemie-Studierenden verliehen.

### Universität Zürich
Das Studium wird an der Universität Zürich seit dem Jahr 2004 angeboten. Das Bachelorstudium dauert sechs Semester, das Masterstudium drei weitere Semester.
An der Universität Zürich werden bereits seit dem ersten Semester Chemie- und BWL-Fächer parallel gelehrt. Eine weitere Besonderheit in Zürich sind die Wirtschaftschemie-Module im Masterstudiengang, welche explizite wirtschaftliche Problemstellungen in der Chemiebranche behandeln.
Des Weiteren hat sich 2012 ein Studenten- und Alumni-Verein gemäß den Vorbildern in Münster und Düsseldorf, gegründet. Ziel des Vereins ist die bessere Anknüpfung des Studiums an die Wirtschaft um den Studierenden und Alumni einen fließenden Übergang vom Studien- ins Berufsleben zu ermöglichen.

### Hochschule Fresenius in Idstein (Fachhochschule)
Beide Fächer werden an der Hochschule Fresenius nacheinander gelehrt. Nach vier Semestern Chemiestudium erwerben die Studierenden im fünften Semester in für die Berufspraxis relevanten Feldern wirtschaftliche Zusatzkenntnisse und -kompetenzen. Ein fünfsemestriger Masterstudiengang Wirtschaftschemie wird seit 2013 angeboten.

### Universität Regensburg
Der Bachelorstudiengang Wirtschaftschemie wurde 2017 neu an der Universität Regensburg eingeführt, 2020 startete der entsprechende Masterstudiengang.

### Technische Universität Clausthal
Wirtschaftschemie wird an der TU Clausthal seit 2021 angeboten. Der 6-semestrige Bachelorstudiengang Wirtschaftschemie umfasst neben einer grundständigen Ausbildung in den chemischen Fächern einschließlich Elektrochemie und Technische Chemie die wirtschaftswissenschaftlichen Fächer Unternehmensforschung, Makroökonomik, Produktionswirtschaft und Marketing sowie Internationale Wirtschaftschemie mit Vermittlung der entsprechenden Kompetenzen der englischen Fachsprache. Vertiefende Wahlfächer können aus der Chemie (z. B. Biochemie), den Wirtschaftswissenschaften (z. B. Entscheidungstheorie) oder den sog. Überfachlichen Qualifikationen (z. B. International Skills) gewählt werden. Der Masterstudiengang Wirtschaftschemie (ab WS 2024/25), Chemie oder Technische Betriebswirtschaftslehre kann sich anschließen.

## Studium
Beispielhaft soll der Studienaufbau der Wirtschaftschemie nach dem integrativen Konzept verdeutlicht werden.

### Bachelor of Science

#### Anforderungen
Für Studienbewerber der Wirtschaftschemie an den Universitäten ist meist die allgemeine Hochschulreife, also das klassische Abitur, erforderlich. An der Fachhochschule ist das Studium der Wirtschaftschemie auch mit einer Fachhochschulreife, dem Fachabitur, möglich. Daneben gibt es keine zusätzlichen Anforderungen, jedoch sind Fremdsprachkenntnisse, praktische und Auslandserfahrungen von Vorteil. Die wichtigste persönliche Voraussetzung ist jedoch das Interesse an chemischen und an wirtschaftlichen Fragestellungen.

#### Inhalte, Aufbau und Umfang
Der Bachelor-Studiengang zielt auf die Integration und Vereinigung von chemischen und wirtschaftswissenschaftlichen Inhalten. Das Studium soll dazu befähigen, im Labor wissenschaftlich zu arbeiten sowie betriebswirtschaftliche Fragestellungen zu analysieren. Über die gesamte Studiendauer von sechs Semestern entsprechend 180 ECTS-Punkten oder sieben Semestern entsprechend 210 ECTS-Punkten – je nach Universität und Studienmodell – erfolgt die Lehre beider Fächer parallel und nahezu gleichgewichtig. Die Kerngebiete, relevante Nebenfächer sowie einige Spezialisierungen beider Fachrichtungen sind in den jeweiligen Studienordnungen und Modulkatalogen verankert sowie in den Modellstudienplänen der jeweiligen Universitäten zusammengefasst. 
Seitens der Chemie werden die Grundlagen in Anorganischer, Organischer und Physikalischer Chemie vermittelt. Laborpraktika erweitern diese durch praktische Erfahrungen in der Analyse und Synthese von Verbindungen. Diese chemische Basisausbildung wird durch die Lehre von Mathematik und Physik komplettiert. Im weiteren Verlauf des Studiums sind vertiefende und Wahlpflichtmodule vorgesehen, um die Absolventen zum eigenständigen und wissenschaftlichen Arbeiten und Forschen zu befähigen. Aufgrund der Laborpraktika scheint der Anteil der Chemie im Studium zu überwiegen, wobei nach diesem Konzept jedoch inhaltlich eher ein Gleichgewicht mit der Wirtschaftswissenschaft vorliegt.
Die wirtschaftswissenschaftliche Lehre umfasst Vorlesungen, Plenumsveranstaltungen, Gruppensitzungen und Seminare in den Fächern BWL, VWL und deren Spezialisierungsrichtungen. Hier beschäftigen sich die Studierenden mit den allgemeinen Grundlagen, Absatz und Beschaffung, Produktion und Logistik einerseits, mit dem Rechnungswesen, Finanz- und Wertmanagement und Statistik andererseits. Das Fachgebiet VWL wird durch Grundlagenvorlesungen abgedeckt. Im weiteren Studienverlauf wählen Studierende je nach Universität zwei oder mehr Schwerpunktmodule, in deren Rahmen sie wissenschaftliche Arbeiten zu verfassen lernen. Das sonst generalistisch ausgelegte BWL-Studium bietet verschiedene Individualisierungs- und Spezialisierungsmöglichkeiten wie Controlling, Finanzierung und Investition, Marketing, Umweltmanagement u. v. a. Bei der Vertiefung und Diskussion spezieller Fragestellungen eröffnen sich den Studierenden hier wirtschaftschemische Aufgaben.
Das Bachelorstudium wird im sechsten oder siebten Semester durch eine Abschlussarbeit beendet, die ein eng abgegrenztes chemisches oder wirtschaftswissenschaftliches Thema behandelt.

### Master of Science

#### Zugangsvoraussetzungen
Da der Master-Studiengang inhaltlich auf dem Bachelor-Studiengang aufbaut und diesen vertieft, ist die nötige Voraussetzung der Grad des Bachelor of Science in Wirtschaftschemie, an manchen Universitäten mit einer Note „gut“ oder besser, oder ein äquivalenter Abschluss. An einigen Universitäten werden zusätzlich Industriepraktika gefordert (siehe die individuellen Eignungsfeststellungsordnungen).

#### Inhalte, Aufbau und Umfang
Das Konzept der Integration unter Gleichgewichtung von BWL und Chemie wird in einem konsekutiven dreisemestrigen Master-Studiengang (nach einem 7-semestrigen Bachelorstudiengang) oder einem 4-semestrigen Master-Studiengang (nach einem klassischen 6-semestrigen Bachelor-Studiengang) fortgeführt; er dient der Vertiefung und Erweiterung der zuvor erworbenen Kenntnisse. Für die Fächerkombination im Detail gibt es Wahlpflichtmodule. Das Studium wird im dritten bzw. vierten Semester durch eine Masterarbeit abgeschlossen, die entweder ein chemisches oder ein wirtschaftswissenschaftliches Thema behandelt.
Um dem Anspruch eines hohen wissenschaftlichen Niveaus gerecht zu werden, ist selbständiges und intensives Arbeiten erforderlich. Der Besuch von Sprach- und Zusatzkursen wird ebenso empfohlen wie Auslandsaufenthalte und Industriepraktika. Auf diese Weise wird ein enger Praxis- und Forschungsbezug hergestellt und die Funktionsweisen und Unternehmensprozesse in der chemischen Industrie während der Ausbildung abgebildet.

### Diplom
Die Diplom-Studiengänge Wirtschaftschemie wurden im Wintersemester 2006/07 zum letzten Mal angeboten und laufen derzeit aus. Mit einer Regelstudienzeit von zehn Semestern ist der Diplomabschluss äquivalent zum Master of Science und unterscheidet sich in der Strukturierung.
Das Grundstudium umfasste in der Regel vier Semester und wird mit zwei Fachprüfungen in der BWL sowie drei chemischen Prüfungen in der Anorganischen, Organischen und Physikalischen Chemie abgeschlossen. Diese Basis wurde im sechs-semestrigen Hauptstudium vertieft und durch Wahlfächer bzw. Spezialisierungen in beiden Disziplinen erweitert. Die Diplomprüfung besteht gleichgewichtig aus zwei betriebswirtschaftlichen und chemischen Fachprüfungen und wird durch die Diplomarbeit abgeschlossen. Diese kann fachspezifische und auch fachübergreifende wirtschaftschemische Themen umfassen.

## Einsatzgebiete
Das Studium der Wirtschaftschemie qualifiziert die Absolventen für diverse Schnittstellen zwischen Chemie und BWL. In Unternehmen der Chemieindustrie und ihr nahestehender Branchen, wie Pharma- oder Mineralölindustrie oder in der Unternehmensberatung betreffen viele Fragestellungen beide Wissenschaftsgebiete.
Durch die individuelle Kombination der Schwerpunkte und Wahlfächer sind Wirtschaftschemiker einerseits sehr vielseitig und breit aufgestellt. Andererseits weisen sie Expertise in ihren jeweiligen Wahlbereichen auf. Mögliche Einsatzgebiete für Wirtschaftschemiker sind unter anderem die Forschung und Entwicklung, Beschaffung, Logistik, Produktion, Controlling, Marketing, Vertrieb, Kundendienst, Personalwesen und auch die Unternehmenskommunikation in der Chemiebranche. Für solch interdisziplinäre Bereiche sind Wirtschaftschemiker eine Alternative, da sie chemisches Fachwissen und Management-Kompetenzen vereinen. Aufgrund dessen können Wirtschaftschemiker einen wesentlichen Beitrag bei den wertschöpfenden Tätigkeiten der Chemiewirtschaft leisten, deren Prozesse immer komplexer werden und stärker miteinander verzahnt sind.